# Elizabeth Kucinich

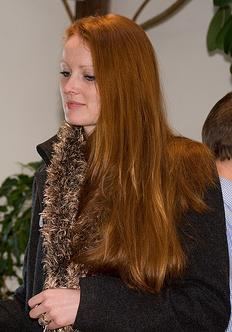
Elizabeth Kucinich.

Elizabeth Jane Kucinich, född 22 oktober 1977, är chef för public affairs vid Physicians Committee for Responsible Medicine, en amerikansk organisation som arbetar för minskat användande av djurförsök och en spridning av vegetarisk kost. Hon är själv vegan.
Elizabeth Kucinich är fru till den före detta kongressledamoten och presidentkandidaten Dennis Kucinich.